# Sud (Haiti)
Sud (haitisk kreol: Sid) är en av 10 departement (département) i Haiti. Den är belägen på sydkusten av ön Hispaniola. Île à Vache, "Ko-ön", tillhör denna region. Huvudort är Les Cayes. Departementet har 745 000 invånare (2002) och en yta på 2 794 km². Den gränsar till regionerna Grand'Anse, Nippes och Ouest.

## Administrativ indelning
Departementet är indelat i 5 arrondissement (arrondissements) som i sin tur är indelade i 18 
kommuner (communes).
- Arrondissement d'Aquin
  1. Aquin
  2. Cavaillon
  3. Saint-Louis-du-Sud
- Cayes Arrondissement
  1. Les Cayes
  2. Camp-Perrin
  3. Chantal
  4. Maniche
  5. Île-à-Vache
  6. Torbeck
- Chardonnières Arrondissement
  1. Chardonnières
  2. Les Anglais
  3. Tiburon
- Côteaux Arrondissement
  1. Côteaux
  2. Port-à-Piment
  3. Roche-à-Bateau
- Port-Salut Arrondissement
  1. Port-Salut
  2. Arniquet
  3. Saint-Jean-du-Sud